# García Sarmiento de Sotomayor
García Sarmiento de Sotomayor y Luna (La Cañiza, c.1590-Lima, 1659). Noble y funcionario colonial español, II conde de Salvatierra, I marqués de Sobroso, virrey de la Nueva España y XVI virrey del Perú.

## Infancia y juventud
Hijo de Diego Sarmiento de Sotomayor, primer conde de Salvatierra, y Leonor de Luna y Enríquez de Almansa, hermana del primer conde de Fuentidueña.
Visto su celo en el cumplimiento de diversos cargos cortesanos, el 31 de marzo de 1631 fue nombrado maestre de campo de la infantería organizada en Galicia para marchar a Flandes; y sucesivamente pasó a ser asistente y maestre de campo general de Sevilla (1634), y gobernador de la armada real.

## Virrey de la Nueva España
Elegido virrey de la Nueva España, el 1 de julio de 1642, tomó posesión de su gobierno el 13 de noviembre de 1642, y lo ejerció hasta el 14 de mayo de 1648. Allí se enemistó con el obispo de Puebla, Juan de Palafox y Mendoza, debido al apoyo que brindó a los jesuitas en las disputas que mantuvieron con el prelado y, llegadas algunas quejas a la corte, se resolvió su traslado al Virreinato del Perú, el 8 de julio de 1647. Sin embargo, demoró su viaje para hacer entrega del gobierno a su sucesor.

## Virrey del Perú
Llegó al Callao el 28 de agosto de 1648, pero su entrada oficial en Lima se efectuó el 20 de septiembre de 1648. Ante posibles incursiones de los portugueses, dispuso que los comerciantes de esa nacionalidad vendieran las naves que poseían para sus operaciones en el océano Pacífico, y para cortar la circulación de la moneda de baja ley, limitó primero su valor cancelatorio y luego declaró su invalidez. Ordenó la Real Hacienda, cobrando los adeudos al fisco y promoviendo la actividad minera. Favoreció las misiones de Maynas, atendidas por los jesuitas. Afectado el Cuzco tras el terremoto del 31 de marzo de 1650, comenzó las tareas de reconstrucción. En Lima dispuso la construcción de la pila ornamental de la plaza mayor.
Concluyó su mandato el 24 de febrero de 1655, pero permaneció en Lima, debido al estado de guerra entre España e Inglaterra.
| Predecesor: Juan de Palafox y Mendoza Virrey interino | Virrey de la Nueva España 1642-1648 | Sucesor: Marcos de Torres y Rueda Gobernador |
| Predecesor: Pedro de Toledo y Leiva                   | Virrey del Perú 1648-1655           | Sucesor: Luis Enríquez de Guzmán             |